# Baurat Bolten
Baurat Bolten war der Name eines Personendampfers, der 1906 auf der Werft von Johann Heinrich Fack gebaut wurde.

## Geschichte

### Vorgänger

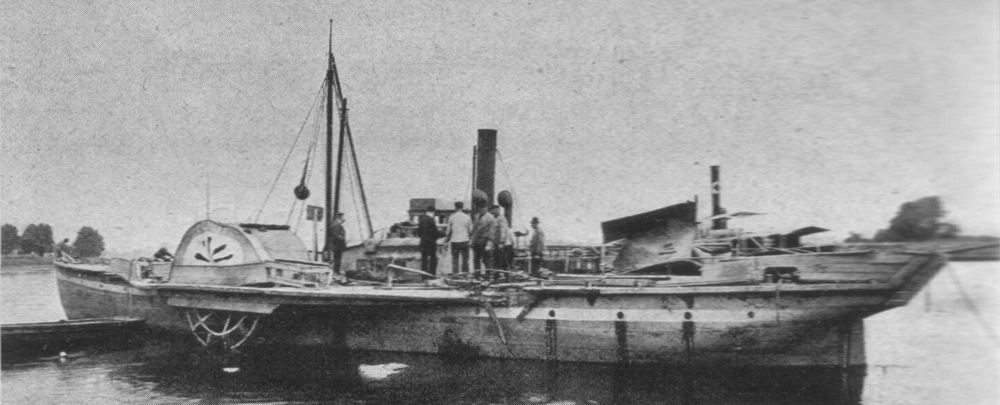
Primus nach der Bergung

Im Februar 1905 erwarben die beiden Kapitäne Jacob Suhr und Johannes Rüsch aus Cranz den Raddampfer Buxtehude, der zuvor den Namen Primus getragen hatte. Primus, das älteste eiserne Passagierschiff auf der Niederelbe, war bereits seit 1839 im Einsatz gewesen. In der Nacht des 21. Juli 1902 war das Schiff zwischen Cranz und Hamburg auf der Elbe mit einem Schlepper kollidiert. 102 Menschen waren dabei ums Leben gekommen; die meisten waren Mitglieder der Eilbecker Liedertafel „Treue“. Nach der Bergung und Umbenennung in Buxtehude mussten die neuen Eigner feststellen, dass dem Schiff der Ruf eines Katastrophendampfers anhing und das Publikum es möglichst vermied, dieses Fahrzeug zu benutzen. So verkauften sie zu Beginn des Jahres 1906 die Buxtehude zum Abbruch und orderten bei Johann Heinrich Fack in Itzehoe einen neuen Dampfer. Er sollte die Flotte der Buxtehude-Altländer Linien ergänzen, die aus den Dampfern Estebrügge, Elbe und Cranz I bestand. Die Schiffe versahen als Personen- und Stückgutfahrer den Fährverkehr von Hamburg über Blankenese nach Buxtehude und zurück.

### Baurat Bolten
Schon Ende Mai 1906 wurde der Zweischrauben-Passagierdampfer Baurat Bolten – benannt war er nach dem damaligen Wasserbauinspektor von Buxtehude – auf einer Tour nach Cuxhaven erprobt, und am 2. Juni desselben Jahres wurde er seinen Eignern übergeben und brach zur offiziellen Probefahrt zwischen der Landungsbrücke von St. Pauli und Stade auf. In den Itzehoer Nachrichten wurde berichtet, dass das Schiff mit seinen 97 Bruttoregistertonnen damals für 260 Personen ausgelegt war, acht Tonnen Bunkerkohlen aufnehmen und bei einem Verbrauch von 0,9 kg Kohlen pro PS und 50%iger Füllung eine Geschwindigkeit von zehn Knoten erreichen konnte. Die beiden Expansionsmaschinen und die Kessel stammten von Christiansen & Meyer aus Harburg. Vier Schotte unterteilten den Rumpf des Dampfers in fünf Räume. Die Passagiere fanden Platz in zwei Salons unter Deck und einem mittschiffs auf dem Hauptdeck befindlichen Aufbau sowie auf Vor-, Achter- und Oberdeck. 
Die Buxtehude-Altländer Linien gerieten zu Beginn des 20. Jahrhunderts zunehmend in Bedrängnis. Im Alten Land wurde an fast jedem Gasthof angelegt, was die Fahrtdauer in extreme Länge zog, ferner bestand eine starke Konkurrenz in Gestalt der Unterelbischen Eisenbahn, der neu eingeführten Kraftpostlinien und der Motorboot-Fähre, die zwischen Blankenese und Cranz verkehrte. Die Vertiefung und Regulierung des Elbfahrwassers führte außerdem zu einer Verschlickung der oberen Este, wodurch Buxtehude häufig nicht angelaufen werden konnte. 1914 ging die Buxtehude-Altländer Linie daher in der Hamburg-Blankenese-Este-Linie auf, die in den nachfolgenden Jahren unter den Auswirkungen des Ersten Weltkriegs und den wirtschaftlichen Problemen der Nachkriegsjahre leiden sollte. Zwar wurde 1919 noch die Dampfbarkasse Pribislav angeschafft, doch schon 1923 war von allen Schiffen der Linie nur noch Baurat Bolten im Einsatz und das Unternehmen schien am Ende. 1924 konnten indes die aufgelegten Dampfer überholt und wieder zum Einsatz gebracht werden und die Flotte wurde sogar erweitert. Der Dampfer Baurat Bolten wurde zum 1. Januar 1925 auf die Reederei Este-Linie übertragen und wechselte seinen Heimathafen: Statt Cranz war dies nun Harburg-Wilhelmsburg.

### Fritz Reuter
Die Flotte der Este-Linie wurde während des Zweiten Weltkriegs für Transportaufgaben genutzt und hatte keine Verluste hinzunehmen. In der Nachkriegszeit, 1948, wurde Baurat Bolten mit einer festen Verschanzung und Verglasung der Aufbauten versehen. Außerdem wurde das Schiff in Fritz Reuter umgetauft.

### Georg Friedrich Händel
Im Jahr 1960 wurde das Schiff bei Pohl und Jozwiak in Hamburg umgebaut. Es wurde nach dem Umbau mit 110 Bruttoregistertonnen vermessen, war nun 31,08 Meter lang und 6,19 Meter breit und erreichte einen Tiefgang von 1,50 Metern. Angetrieben wurde das Fahrzeug, das nun 400 Personen aufnehmen konnte, von einem Viertakt-MWM-Diesel, der mit 235 PS für eine Geschwindigkeit von 10,5 Knoten sorgte. Da die Reederei alle ihre neueren Schiffe nach Komponisten benannte, wurde es auch ein weiteres Mal umbenannt und hieß nun Georg Friedrich Händel. Die Hamburg-Blankenese-Este-Linie wurde 1963 von der Hafen-Dampfschiffahrt A.G. (HADAG) aufgekauft. 

### Jacqueline H.
Die HADAG verkaufte am 6. Oktober 1975 Georg Friedrich Händel als letztes Schiff der ehemaligen Este-Linie an die Rederij Randmeer in Harderwijk, woraufhin das Schiff erneut seinen Namen wechselte und in Jacqueline H. umbenannt wurde. Es fuhr nun zwischen Harderwijk und Zeewolde für den Zeedierenpark Harderwijk B.V.

### Prins Johan Friso
Ein erneuter Besitzerwechsel brachte wieder einen Namenswechsel mit sich. Ab 1986 war das Schiff als Prins Johan Friso als Erholungsschiff auf dem Rhein unterwegs und befand sich im Besitz der Stichting Nederlands Rode Kruis.

### Den Diel
1996 wurde das Schiff nach Belgien verkauft. Sein neuer Heimathafen wurde Dessel und es erhielt nun den Namen Den Diel. Es wurde wiederum umgebaut, so dass von der alten Substanz fast nur noch der Rumpf und ein Teil der Teakholzverschanzung geblieben ist. Ein 350 PS starker 6-Zylinder-Motor von Volvo-Penta wurde eingebaut, obwohl das Schiff sich kaum mehr von seinem Liegeplatz an einem Kreuzungspunkt von vier Kanälen wegbewegte. Dort wird es als Pannenkoekenboot genutzt, auf dem neben frischen Suppen über 260 verschiedene Sorten Pfannkuchen angeboten werden.